# Майк Гоар
Майкл Томас Гоар (англ. Thomas Michael Hoare) — один із найвідоміших найманців XX сторіччя. Лідер підрозділу найманців, які відіграли вагому роль під час Конголезької Кризи. Також відзначився під час невдалої спроби державного перевороту на Сейшельських Островах 1981-го року.

## Раннє життя
Майк Гоар народився в ірландській родині в Британській Індії. Здобув освіту в Англії. Під час Другої Світової війни проходив службу у Північній Африці у бронетанкових військах, де дослужився до звання капітана. У повоєнний час освоїв професію бухгалтера та емігрував в Дурбан (ПАР) де почав організовувати сафарі — мисливські експедиції до африканських джунглів. У ході однієї з експедицій в Бельгійському Конго його групі довелось шукати зниклого сина одного сина південноафриканського магната. Коли виявилось, що той був вбитий тубільцями, Гоар спалив їхнє поселення.

### Конголезька криза
У 1961 році Гоар відгукнувся на заклик Моіза Чомбе, лідера сепаратистів Катанги (провінції Демократичної Республіки Конго), і став одним із найманців жандармерії бунтівної провінції Конго. Майк отримав під командування підрозділ під назвою «4 Commando».
1964-го його колишній наймач Моіз Чомбе став прем'єр-міністром ДРК. Країна була охоплена повстанням. Повстанці, що підтримувались з-за кордону, повністю захопили північний схід країни із центром у найбільшому місті Стенлівіль. Партизани, які називали себе Сімба (лев), взяли у заручники усіх білих в окрузі. Тому американська влада розділила відповідальність з бельгійцями з метою придушення бунту і спасіння заручників. США взяли на себе матеріальне і повітряне забезпечення операцій, довіривши бельгійцям керівництво наземними операціями. У Конго були терміново перекинуті літаки з екіпажами із найманців-кубинців з числа противників Фіделя Кастро. Враховуючи низьку боєздатність національної армії, ставка була зроблена на найманців. Майк Гоар узявся за формування свого підрозділу, названого «5 Commando». Підрозділ мав просту структуру і мінімальний командний склад. Гоар мав заступника, ветерана Катанги Алістера Вікса, і начальника штабу Джеремі Пюррена. Найманці проходили навчання за британською системою, за котре відповідав полковий старшина із числа кадрових сержантів. Взводи з 51 по 58 складались приблизно з 30 солдатів при двох офіцерах і сержантах. Майк Гоар характеризував загін наступним чином: «Мої хлопці — просто алкоголіки, наркомани, гомосексуали і покидьки». Бійці представляли різні країни, мали різний рівень підготовки, середній вік становив близько 30 років.
Восени 1964 року найманці виконали основну задачу — спасіння 1600 заручників-європейців. У ході комплексної операції «Червоний дракон» американські літаки з використанням британського аеродрому перекинули до Конго батальйон бельгійських парашутистів. 24 листопада бельгійці захопили ключеві позиції у місті Стенлівіль і зайнялись рятуванням заручників. Повстанці встигли розстріляти 22 заручників, доки у місто зайшли найманці. Упродовж наступного тижня врятовано 600 заручників. Проте у грудні при взятті Ісанги, Баналіа, Бафвасенде, Вамба, Мунгбере тощо всі білі (понад 300 осіб) були вбиті повстанцями.
На початку липня 1965 року Гоар по шестимісячному контракту з Чомбе і Мобуту прибув в Альбертвілль, щоб остаточно придушити осередки повстання на сході Конго. Для цього він завербував в Йоханнесбурзі півтисячі найманців. Йому було відомо про присутність кубинських революціонерів — спеціальної групи яка прибула у квітні 1965 р. на чолі із Че Геварою.
Наприкінці жовтня, через півроку як кубинці прибули до Конго, загонам Гоара вдалося оточити їх позиції. Проте у цей же самий час відбулися корінні зміни навколо Конго — президент Жозеф Косавубу відправив у відставку прем'єра Моіза Чомбе та відмовився від послуг білих найманців.
Гоар відбув у ПАР, звідки відправився у навколосвітню подорож на яхті. Проте у всіх конфліктах 1970-х років журналісти знаходили його слід. В 1975 році Гоару приписують вербовку найманців до Анголи. В 1976 році «Клуб диких гусей», фактично прикриття для організації найманців на чолі з Майком Гоаром, розгорнув роботу по всьому світу з вербовки бійців для Родезії.

### Сейшельські острови
28 листопада 1981 року в 19.30 за місцевим часом в аеропорту Вікторії, столиці Сейшельських Островів, розташованій на острові Мае, приземлився літак компанії «Свазі ейр». При огляді багажу групи спортсменів в їх сумках знайшли зброю. Почалась перестрілка. Службовці аеропорту викликали сили безпеки, котрі заблокували найманців. Солдатів вдачі врятував випадок: в аеропорту приземлився «Боїнг 707» компанії «Ейр Індія», що йшов за напрямом Солбері-Бомбей. Найманці захопили літак і змусили його приземлитися в південноафриканському місті Дурбан. Всі 44 найманці здались і були розміщені на військово-повітряній базі Ватерклооф неподалік Преторії. Під суд потрапило лише 5 чоловік, решту відпустили. Більшість з них виявились не просто громадянами ПАР, а ветеранами спеціальних підрозділів армії ПАР. На чолі групи був Майк Гоар, який у віці за 60 років ризикнув здійснити блискавичний переворот. На процесі в м. Пітермаріцбург Гоар заявив, що вся операція була підготована за участі розвідки і збройних сил ПАР, відзначивши, що їх озброєння — 75 автоматів АКМ румунського виробництва — було доставлено з армійських трофейних складів.
Командир групи Гоар і його заступник Даффі отримали по 10 років ув'язнення, решта по 5. Хоча в грудні 1982 році більшість з них вже були на волі. Довше усіх сидів Гоар, амністований у квітні 1985 року.

### Інша діяльність
Майк Гоар уславився також не лише як командир найманців, а частково і як письменник. У своїх кількох книгах він розповідає про свої походеньки найманця в Конго та Сейшелах, приділяє увагу екологічним проблемам і дружині.
Наприкінці 1970-х років, Гоар був найнятий як технічний консультант для фільму «Дикі гуси», в якому деякі з персонажів нагадують найманців, які служили під його керівництвом.